# 津田村 (岡山県真庭郡)
津田村（つだそん）は、岡山県真庭郡にあった村。現在の真庭市上山、田原山上、旦土、野原、舞高、吉および、久米郡美咲町西に当たる。

## 歴史
- 1904年（明治37年）6月1日 - 真庭郡上田村、船津村が合併して、津田村となる。
- 1955年（昭和30年）1月1日 - 真庭郡落合町（2代）、川東村、木山村、河内村、美川村と合併し、新たに落合町（3代）となる。
- 1961年（昭和36年）10月1日 - 落合町のうち旧船津村の一部である大字吉の一部区域を久米郡旭町に編入（現在の美咲町西）。

## 大字
落合町成立後に一部分離した区域を除いて現在は真庭市の大字として存続している。
- 旦土（だんど） 〒719-3133 ： 現在は真庭市旦土
- 野原（のはら） 〒719-3134 ： 現在は真庭市野原
- 舞高（まいたか） 〒719-3135 ： 現在は真庭市舞高
- 吉（よし） 〒719-3136 ： 現在は真庭市吉
  - 一部は現在は久米郡美咲町西（〒709-3405）
- 上山（うえやま） 〒719-3131
- 田原山上（たはらさんじょう） 〒719-3132